# Osredek, Šentjur
Osredek este o localitate din comuna Šentjur, Slovenia, cu o populație de 77 de locuitori.